# Coulure

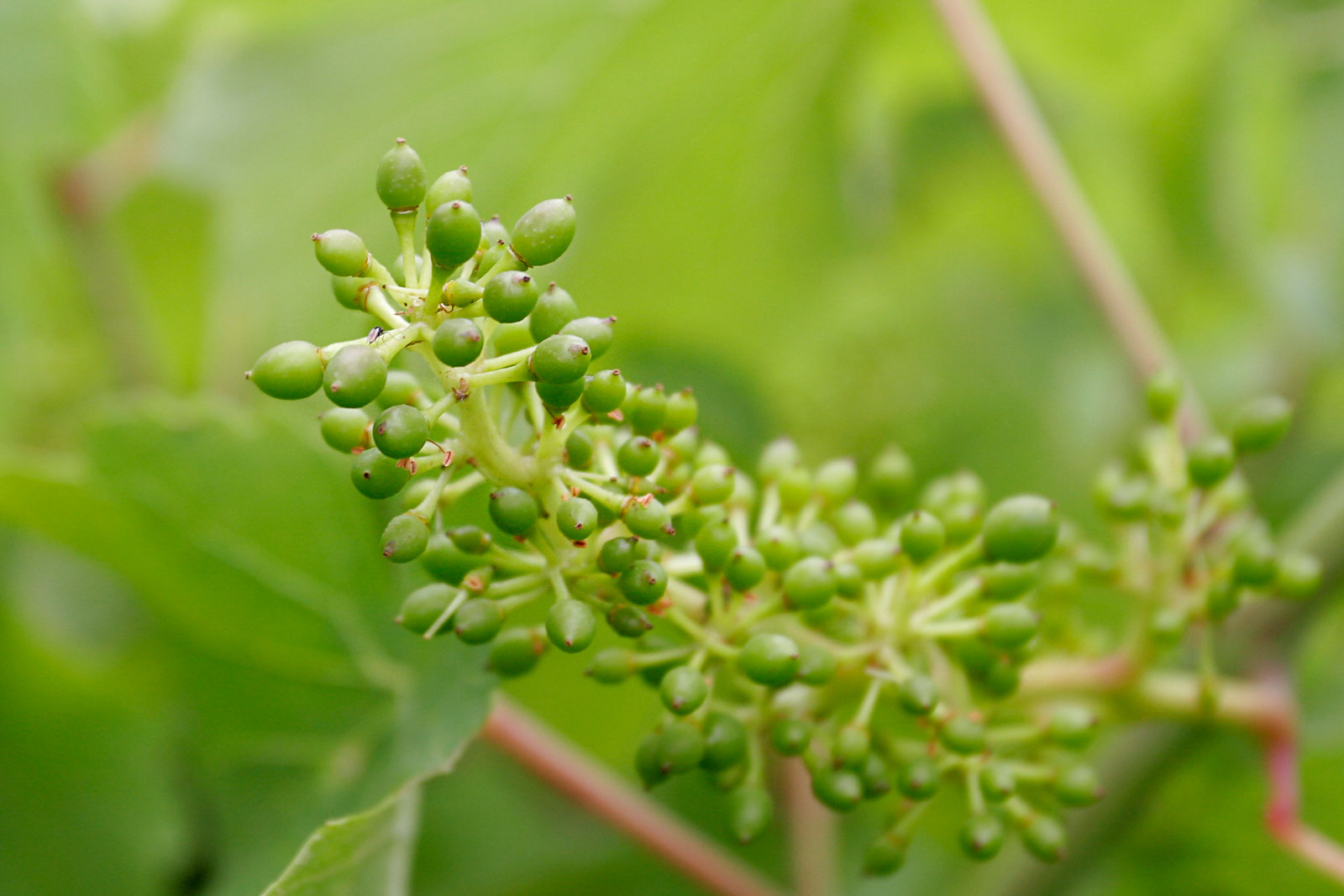
Le uve giovani sono più suscettibili alla coulure subito dopo la fioritura quando hanno bisogno di risorse di carboidrati vitali per svilupparsi pienamente.

Coulure è un termine della lingua francese utilizzato per designare un rischio per la viticoltura risultante dalle reazioni metaboliche a determinate condizioni meteorologiche che causano il mancato sviluppo dell'uva dopo la fioritura. In inglese a volte viene usata la parola shatter. La coulure viene provocata da periodi di freddo, da un clima nuvoloso, tempo piovoso o temperature fuori stagione molto elevate. La condizione si manifesta più spesso in primavera. Si verifica anche nelle viti che hanno poco contenuto di zucchero nei loro tessuti. I fiori rimangono chiusi e non vengono fecondati. Pertanto le viti non vengono impollinate poiché l'uva non si sviluppa e cade. La coulure può anche causare grappoli d'uva irregolari e meno compatti del normale. Questi grappoli sono più sensibili allo sviluppo di varie malattie dell'uva. La produttività di una vite affetta da coulure diminuirà sostanzialmente. Le varietà di uve con alta propensione ad essere intaccate da coulure sono Grenache, Malbec, Merlot e Muscat Ottonel. Altre cause di coulure possono essere le condizioni della vigna o pratiche sconsiderate tra cui la potatura troppo precoce o troppo incisiva, i terreni eccessivamente fertili o l'uso eccessivo di fertilizzanti e la selezione impropria degli innesti.
Durante la fioritura nella stagione di crescita (maggio-giugno nell'emisfero boreale, novembre-dicembre nell'emisfero australe), le viti spesso hanno bisogno di condizioni di suolo asciutto con adeguata luce solare e temperatura ambientale intorno a 15 °C (59 °F). Condizioni meno favorevoli, in particolare tempo piovoso e umido, aumentano le probabilità che un numero di fiori superiore al normale non venga impollinato e che si verifichi della coulure .
La coulure è un fenomeno distinto non correlato ad un differente rischio viticulturale, il millerandage, in cui i fiori sono impollinati ma le bacche risultanti si sviluppano con i semi e rimangono piccole. Come la coulure, il millerandage è spesso causato da condizioni meteorologiche avverse durante il periodo di fioritura e fruttificazione e causa una resa ridotta.

## Cause e effetti

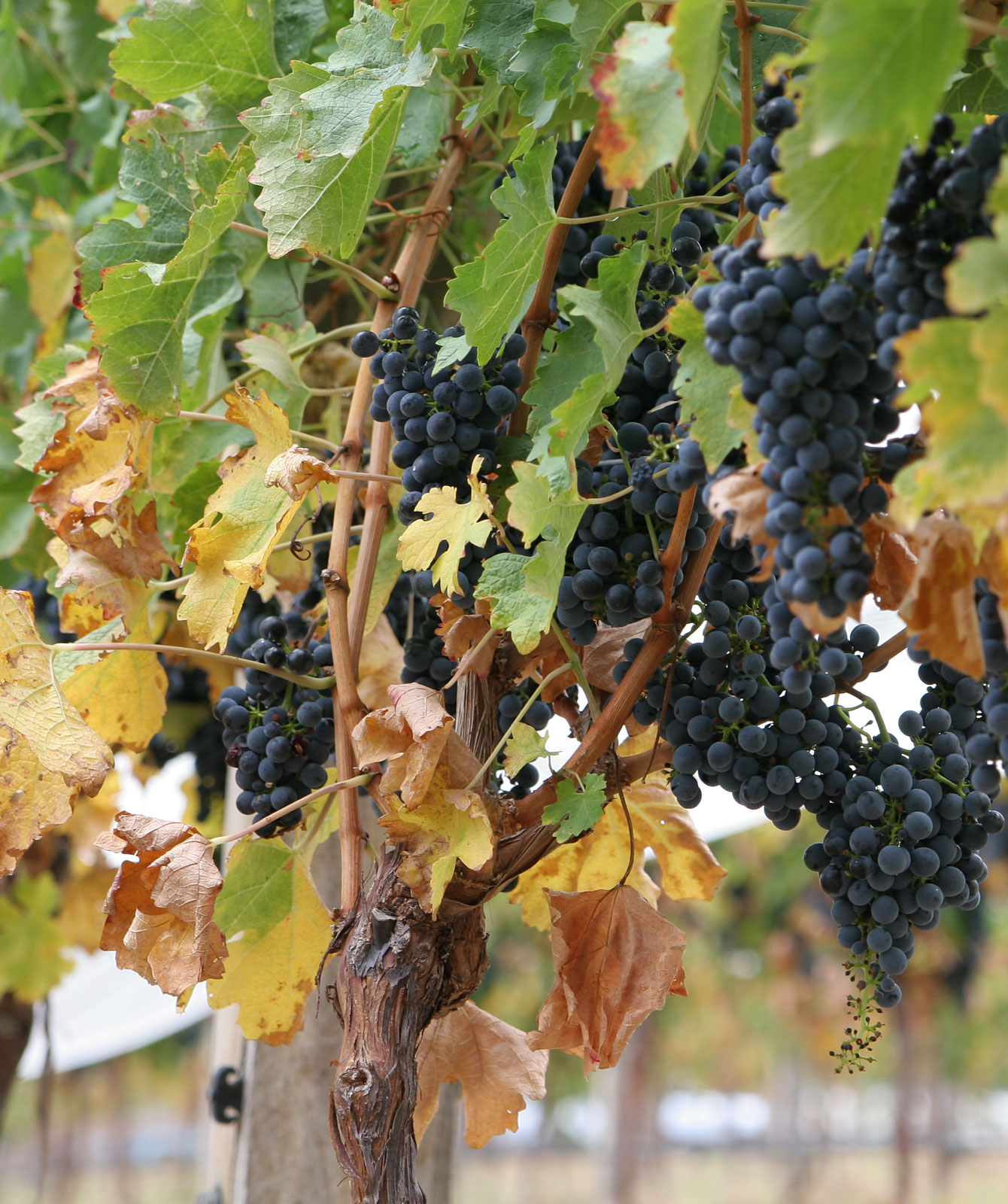
Le viti hanno bisogno di un equilibrio sufficiente di copertura fogliare per la fotosintesi, ma non tingono eccessivamente le uve dalla luce solare.

La coulure è causata da una carenza di carboidrati nei tessuti vegetali che fa sì che la vite conservi risorse che altrimenti verrebbero incanalate nelle bacche degli acini in via di sviluppo. Quando i livelli di carboidrati diminuiscono, subito dopo la fioritura gli steli collegati alle bacche si restringono quando alla fine le piccole uve (0,2 pollici / 5 millimetri di diametro) cadono.

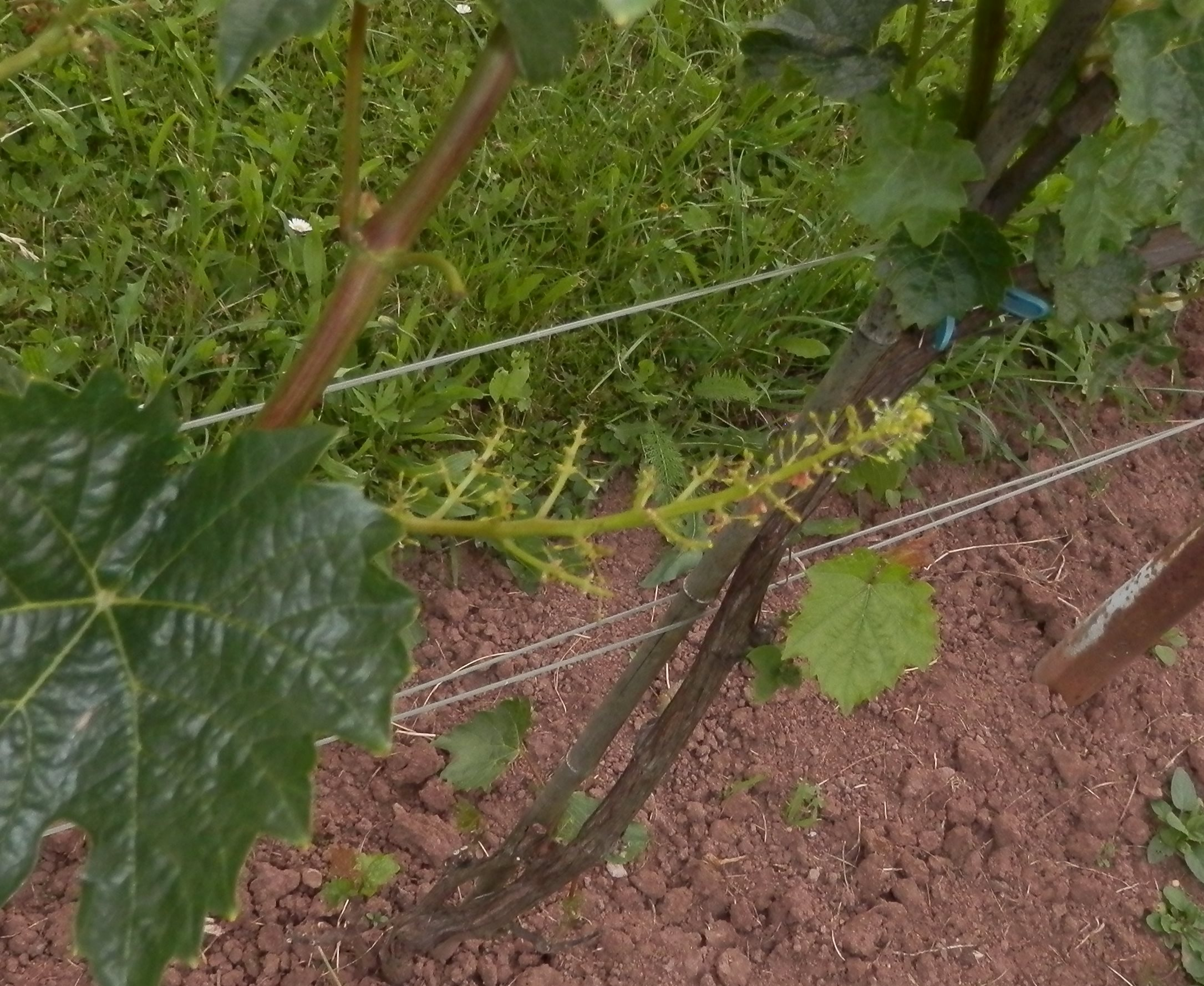
Un chiaro esempio della coulure

In una certa misura la coulure e la caduta del frutto sono una reazione naturale e salutare di una vite che autoregola le sue risorse e la quantità che produce. Ma quando la situazione è esacerbata da certe condizioni meteorologiche e dalla disfunzione della fotosintesi, la coulure può avere un impatto più incisivo sui rendimenti che possono influenzare negativamente la disponibilità di uva di una regione e quindi influenzare i prezzi.
Quando il clima è la causa principale della coulure, il termine francese questo di fenomeno è coulure climatique. Questo termine descrive le condizioni nuvolose e umide che limitano la quantità di attività fotosintetica che si svolge durante il ciclo di fioritura di una vite. Sole limitato significa livelli di zucchero inferiori che possono essere convertiti in risorse per sviluppare bacche d'uva. Le temperature particolarmente calde possono anche esacerbare la coulure in alcune varietà di uva promuovendo la respirazione cellulare e la crescita eccessiva dei germogli che ulteriormente compete con le bacche per la richiesta di risorse derivate dai carboidrati. Altri fattori che contribuiscono includono terreni eccessivamente fertili, siano essi lasciati allo stato naturale o potenziati dall'utilizzo di fertilizzanti ricchi di azoto o potature drastiche che limitano eccessivamente la quantità di superficie fogliare necessaria per sostenere la fotosintesi  .

## Prevenzione

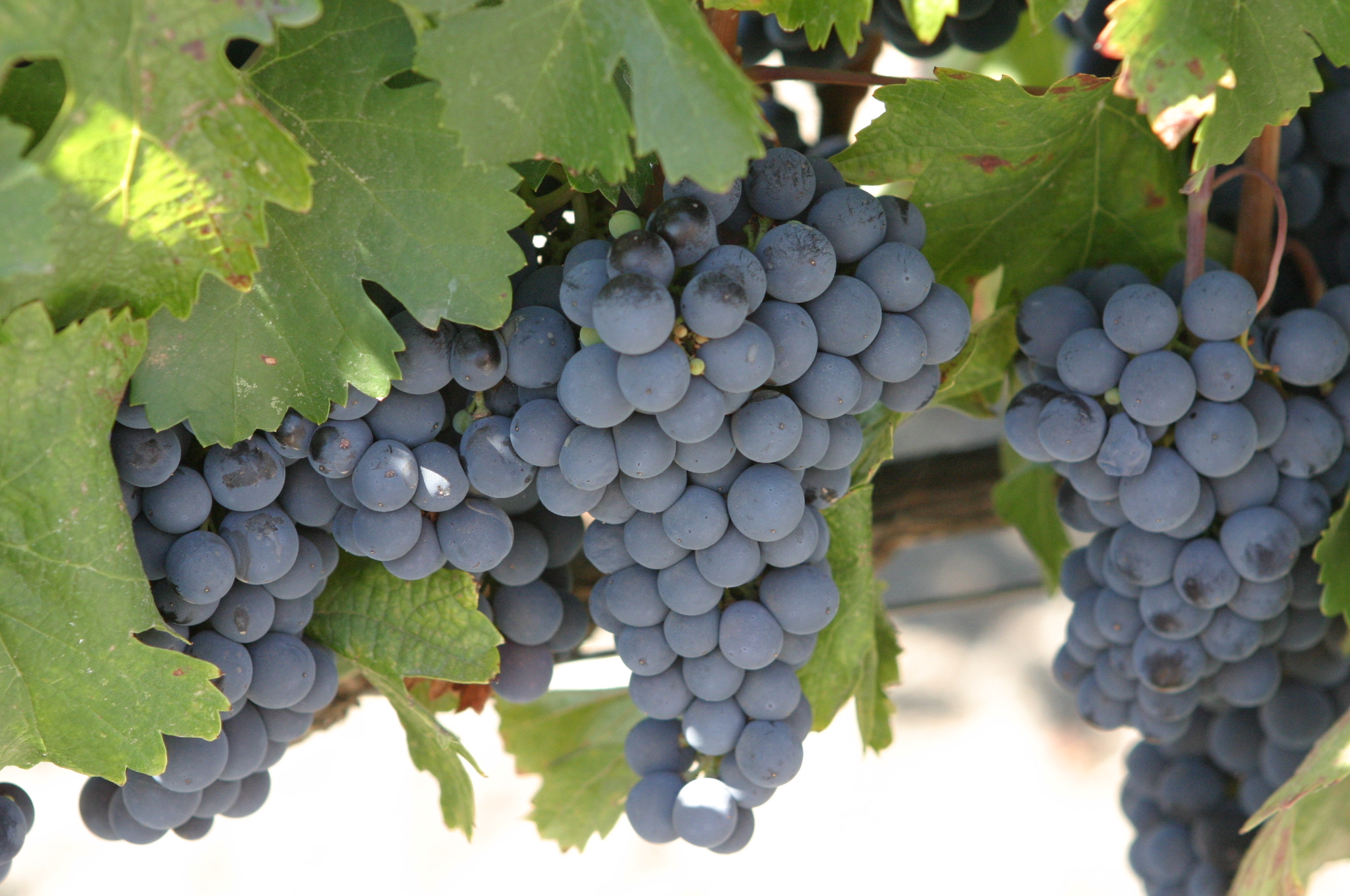
La qualità Malbec può essere molto suscettibile alla coulure.

La coulure non è prevenibile al 100%, ma un responsabile del vigneto può prendere diverse precauzioni per ridurre la gravità e l'impatto della coulure. Alcuni vitigni sono più inclini a sviluppare coulure di altri, come Grenache, Malbec, Merlot e Muscat Ottonel. Un coltivatore può scegliere di coltivare cloni di quelle varietà, ora comunemente disponibili per Merlot e Malbec, che hanno meno suscettibilità allo sviluppo di coulure. Nel vigneto, si può fare attenzione a non effettuare una potatura eccessiva e assicurarsi che ci sia un'adeguata copertura fogliare per la fotosintesi. Spuntare le punte di germogli in via di sviluppo verso la fine del periodo di fioritura può ridurre la competizione per le risorse di zucchero tra bacche e lo sviluppo di nuovi germogli. Per la viticoltura non biologica, gli inibitori della crescita chimica possono essere applicati alla vite per limitare altresì la crescita dei germogli.